# John Zaplotnik
John Zaplotnik (tudi Janez /Leon/ Zaplotnik), slovenski rimskokatoliški duhovnik, izseljenski življenjepisec in publicist, * 19. september 1883, Luže, † 10. januar 1978, Omaha, Nebraska.

## Življenje in delo
Rodil se je v kmečki družini očetu Jožefu in materi Mariji (rojena Jagodic). Po končani ljudski šoli v Olševku in 6 razredih gimnazije v Kranju je avgusta  1902 prišel v semenišče St. Paul seminary v Minnesoti, študiral dve leti filozofijo in 4 leta bogoslovje ter bil leta 1908 posvečen v duhovnika. Kot kaplan na angleški župniji v Omahi je 10 let skrbel tudi za slovenske in hrvaške priseljence, ter 1917 ustanovil zanje župnijo in jo vodil do pomladi 1925. Po daljšem potovanju po Palestini, Grčiji, Italiji in Jugoslaviji se je jeseni 1925 vpisal na katoliško univerzo v Washingtonu in doktoriral iz kanonskega prava. Nato je bil župnik na slovenski župniji v Rock Springsu (Wyoming, 1927–1930), na nemški v Lindsayu (Nebraska, 1930–1954) in irski v Gretni (Nebraska, 1954–1966). Vmes je opravljal tudi škofijske službe cenzorja, eksaminatorja in sodnika. Po upokojitvi se je naselil v Omahi. Leta 1937 je prejel naziv papežev prelat.
V ZDA je objavil več življenjepisov slovenskih misijonarjev v slovenskem in angleškem jeziku, v Sloveniji pa življenjepis Janeza Čebulja: Janez Čebul. Misijonar v Ameriki (1928) ter razprave o Frideriku Baragi in Andreju Bernardu Smolnikarju (1931).